# Люди Ікс 2
«Люди Ікс 2» (англ. X2: X-Men United) — американський фільм 2003 року, сиквел фільму «Люди Ікс». В Україні фільм вийшов 7 травня 2003 року. Не рекомендується дітям до 13 років.

## Сюжет
У Білому домі мутант Нічний Змій (Курт Вагнер), під впливом контролю розуму, намагається вбити президента США, поранюючи багатьох агентів. Він отримує поранення і тікає. Тим часом Росомаха (Логан) досліджує покинуту військову базу на озері Алкалі в Альберті в пошуках підказок до свого минулого, але нічого не знаходить. Джин Грей переживає передчуття і має труднощі з контролем своїх здібностей. Повернувшись до школи професора Ксав'єра для мутантів, Логан разом з іншими мутантами намагається розкрити, хто стоїть за атакою на президента.
Полковник Вільям Страйкер, військовий вчений, отримує дозвіл від президента на розслідування зв'язків школи Ксав'єра з мутантами після нещодавньої атаки. Сили Страйкера вторгаються до школи і викрадають частину учнів. Колосус веде інших учнів до безпеки, в той час як Логан, Шельма, Людина-Лід і Пайро тікають, а помічниця Страйкера Юріко Ояма захоплює Циклопа і Ксав'єра.
Містік, перевтілюючись у Юріко, проникає на базу Страйкера, дізнаючись про плани створення другого Церебро — пристрою, здатного телепатично знищити всіх мутантів. Логан, Шельма, Людина-Лід і Пайро відвідують батьків Людини-Льоду в Бостоні, де стикаються з неприязню до мутантів. Після інциденту з поліцією, вони тікають, а Містік і Магнето рятують їх.
Пізніше, під час атаки на базу Страйкера, Джин Грей жертвується, щоб врятувати команду, використовуючи свої телекинетичні здібності, щоб зупинити повінь, що загрожує знищити всіх. Вона активує двигуни X-Jet, піднімаючи літак над водою, але врешті-решт дозволяє воді накрити себе, гинучи в процесі.
Після трагедії професор Ксав'єр попереджає президента про необхідність співіснування людей і мутантів для запобігання війні. У фіналі фільму на озері Алкалі з'являється образ Фенікса, натякаючи на можливе повернення Джин Грей.
Цей фільм продовжує досліджувати теми дискримінації, самовизначення та боротьби за рівність, характерні для серії «Люди Ікс».

## У ролях
| Актор          | Роль                                |
| -------------- | ----------------------------------- |
| Г'ю Джекмен    | Джеймс Гоулетт/Лоґан/Росомаха       |
| Патрік Стюарт  | Професор Чарлз Ксав'єр/Професор Ікс |
| Ієн Маккеллен  | Ерік Леншерр/Маґнето                |
| Фамке Янссен   | Джин Ґрей                           |
| Джеймс Марсден | Скотт Саммерс/Циклоп                |
| Геллі Беррі    | Ороро Манро/Шторм                   |
| Анна Паквін    | Марі/Роуґ                           |
| Ребекка Ромейн | Рейвен Даркголм /Містік             |
| Брюс Девісон   | Сенатор Келлі                       |
| Браян Кокс     | Вільям Страйкер                     |
| Алан Каммінг   | Курт Ваґнер/Нічний Змій             |
| Аарон Стенфорд | Джон Еллердайс/Піро                 |
| Шон Ешмор      | Боббі Дрейк/Айсмен (Людина-Лід)     |
| Келлі Ху       | Леді Смертельний Удар               |
| Деніел Кадмор  | Петро Распутін / Колос              |
| Браян Сінгер   | охоронець                           |